# Полев, Богдан Иванович
Богдан Иванович Полев — стольник, голова и воевода во времена правления Ивана IV Васильевича Грозного, Фёдора Ивановича, Бориса Годунова, Смутное время и правление Михаила Фёдоровича. 
Из дворянского рода Полевы. Единственный сын стольника и есаула Ивана Васильевича Полева. 

## Биография
В 1570 году послан от Государя из Александровской слободы с «питиём» подчивать крымских гонцов.
В 1577 году упоминался в списке бояр, окольничих и дворян, служивших «из выбора», но на службе в том году он не был «по болезни».
В 1584 году первый объезжий голова в Москве в Китай-городе для охранения от пожаров. В этом же году за ним числилась отцовская вотчина в 136 четвертей, которую он получил в 1552 году, в Московском уезде.
В сентябре 1585 года из-за болезни Михаила Глебовича Салтыкова, назначен вторым воеводой в сторожевом полку при князе Романе Агишевиче Тюменском, когда царское правительство планировало послать армию в Великий Новгород, а оттуда — на шведские владения в Ливонии, тогда же с ним безуспешно местничал воевода из полка левой руки князь И. М. Борятинский. В этом же году второй воевода в Дедилове, а после второй воевода Передового полка тульских войск.
В 1588 году отправлен головой в Астрахань и служил там под началом у боярина и воеводы князя Ф. М. Троекурова.
В 1591—1592 годах — городовой воевода в городе Белый.
В 1592 году письменный голова при воеводе Очине в Передовом полку, в походе в Новгород, а оттуда под Выборг против шведов.
В 1594/95 годах владел поместьями в Вяземском уезде, а всего 663 четверти, с поместным окладом в 600 четвертей.
В 1595 году назначен на воеводство в Пелым, где он, возможно, находился и в 1596—1597 годах, где получил приказ построить город, но вскоре работы были приостановлены, а воевода должен был заботиться об устройстве острожков и городовых укреплений. Во время своего нахождения на воеводстве в Пелыме наложил на коренных жителей — вогулов (манси) тяжелый «ясак». В ответ манси обратились с челобитной к царю, прося облегчить «ясака». В июне 1596 года царский указ отменил тяжелую дань, наложенную пелымским воеводой.
В 1598 году в чине жильца подписал земское постановление об избрании на царский трон Бориса Фёдоровича Годунова. В этом же году первый воевода сторожевого полка плавной рати на Оке во время похода царя Бориса Годунова к Серпухову против ханы Казы-Гирея Боры (май-июнь 1598), послан в Новгород приводить к присяге в верности новому царю Борису Фёдоровичу.
В 1598—1599 годах — второй полковой воевода и «товарищ» князя Ивана Андреевича Татева, первого воеводы сторожевого полка в украинском разряде, стоявшем в Орле, тогда же местничал с воеводой из большого полка князем И. П. Ромодановским.
В 1600—1601 годах — второй воевода и заместитель князя И. А. Татева в Ливнах. После назначения воевод в пограничные полки ливенские воеводы И. А. Татев и Б. И. Полев были назначены в сторожевой полк, который был поставлен в Орле, позже переведён на воеводство в Болхов.
В 1601—1602 годах — второй воевода в Борисове..
В 1605 году воевода в Чебоксарах.
В 1611 году помещён в числе дворян с отметкой — болен.
В 1614—1615 годах — первый воевода в Муроме, откуда был отпущен в столицу в 1616 году. В том же 1616 году он упоминается в «окладной книге» с поместным окладом в 600 четвертей и 50 рублей денег.
12 мая 1624, 23 сентября 1624 и 31 мая 1625 во время богомольных «походов» царя Михаила Фёдоровича в Троице-Сергиев монастырь находился среди других сановников, которые должны были «дневать и ночевать на государевом дворе» с боярином Фёдором Ивановичем Шереметевым.
17 мая 1625 года в чине дворянин присутствовал во время приёма персидского посла Русам-бека.

## Семья
От брака с неизвестной имел детей:
Дети:
- Полев Андрей Богданович (? — 1618) — воевода в Ельце
- Полев Фёдор Богданович (? — 1618) — на свадьбе Лжедмитрия I и Марины Мнишек с окольничими перед ними ходил и тридцатым мовником в бане с Лжедмитрием был (1606), погиб во время осады польской армией Москвы.
- Евдокия Богдановна (ум. до 1656) — жена Василия Петровича Шереметьева.

## Критика
В родословной книге М.Г. Спиридова — Богдан Иванович указан сыном Ивана Васильевича Полева, а Иван Иванович показан бездетным.
В Российской родословной книге А.Б. Лобанова-Ростовского — Богдан Иванович  указан сыном № 18. Ивана Ивановича Полева, а №16 Иван Васильевич показан бездетным..